# Ozola violacea
Ozola violacea là một loài bướm đêm trong họ Geometridae.